# NBCメッシュテック
株式会社NBCメッシュテック（エヌビーシーメッシュテック）は、東京都日野市に本社を置くスクリーン印刷用資材、 産業用資材、化成品等の製造・販売会社である。日清製粉グループ本社の子会社。

## 沿革
- 1934年（昭和9年）11月6日 - 日本篩絹株式会社設立。
- 1944年（昭和19年）- 商号を日清精工株式会社に変更。
- 1946年（昭和21年）- 商号を日本篩絹株式会社に変更。
- 1965年（昭和40年）- 中野篩絹株式会社と合併し、商号を日本中野篩絹株式会社に変更。
- 1969年（昭和44年）- 商号をエヌ・ビー・シー工業株式会社に変更。
- 1990年（平成2年） - アメリカ合衆国に合弁会社「DYNAMESH INC.」を設立。
- 1992年（平成4年）- 山梨エヌ・ビー・シー工業株式会社（現・山梨都留工場）及びエヌ・ビー・シースクリーン工業株式会社を合併。
- 1996年（平成8年）- インドネシア共和国に子会社「PT. NBC INDONESIA」を設立。
- 2001年（平成13年）- 商号をエヌビーシー株式会社に変更。
- 2003年（平成15年）- 商号をNBC株式会社に変更。
- 2005年（平成17年） - 静岡菊川工場を開設。中華人民共和国に子会社「恩美絲（上海）紗網貿易有限公司」を設立。
- 2008年（平成20年）- ケーティーエムメッシュ株式会社を子会社化し、「株式会社NBCメタルメッシュ」に社名変更。
- 2009年（平成21年）- 商号を株式会社NBCメッシュテックに変更。
- 2010年（平成22年）- 日清製粉グループ本社の完全子会社となる。
- 2015年（平成27年）- 中華人民共和国深圳市に恩美絲（上海）紗網貿易有限公司の分公司を設立。
- 2016年（平成28年） - タイ王国に子会社「NBC MESHTEC (THAILAND) CO., LTD.」を設立。
- 2017年（平成29年） - アメリカ合衆国の子会社「DYNAMESH INC.」を「NBC MESHTEC AMERICAS INC.」に社名変更。

## 事業所
- 本社 - 東京都日野市
- 山梨都留工場 - 山梨県都留市
- 静岡菊川工場 - 静岡県菊川市

## 子会社
- 株式会社NBCメタルメッシュ
- PT. NBC INDONESIA
- NBC MESHTEC AMERICAS INC.
- 恩美絲（上海）紗網貿易有限公司
- NBC MESHTEC (THAILAND) CO., LTD.

官報情報